# Pancho and Lefty
Pistes de The Late Great Townes Van Zandt
Fraulein If I Needed You
Pancho and Lefty est une chanson écrite par l'auteur-compositeur-interprète de folk-country Townes Van Zandt. Souvent considérée comme sa chanson « la plus durable et la plus connue », Townes Van Zandt l'a enregistrée pour la première fois sur son album de 1972, The Late Great Townes Van Zandt.

## Contenu et composition
La chanson raconte l'histoire de la mort d'un bandit mexicain nommé Pancho trahi par son associé Lefty, personnage plus mystérieux, payé par les troupes fédérales mexicaines. Bien que les paroles ne soient pas conciliables avec les détails historiques de la vie de Pancho Villa, Van Zandt ne rejette pas cette idée. Dans une interview il explique :

« Je me rends compte que je l'ai écrit, mais il est difficile de se vanter de l'écriture, car elle venait de nulle part. Elle m'a traversé et c'est une très belle chanson, et je pense que J'ai enfin compris de quoi il s'agissait. Je me suis toujours demandé de quoi il s'agissait. J'ai toujours su que ce n'était pas à propos de Pancho Villa, puis quelqu'un m'a dit que Pancho Villa avait un copain dont le nom en espagnol signifiait « Lefty ». Mais dans la chanson, ma chanson, Pancho est pendu. « Ils ne l'ont laissé traîner que par bonté, je suppose » et le vrai Pancho Villa a été assassinée. »
Dans la même interview il ajoute : 

« Nous avons été arrêtés par deux policiers et… ils nous ont dit : « Que faites-vous dans la vie ? » Et j'ai dit : « Eh bien, je suis auteur-compositeur », et ils avaient l'air de penser « pitoyable, pitoyable », j'ai ajouté : « J'ai écrit cette chanson Pancho and Lefty. Vous avez déjà entendu cette chanson Pancho and Lefty ? Je l'ai écrite », et ils se sont regardés et ont commencé à sourire, et ils sont retournés à leur voiture de patrouille. C'était deux gars, un Anglo-américain et un Hispanique, et finalement, ils s'appellent Pancho et Lefty… alors je pense que peut-être c'est de ça dont il s'agit, ces deux gars… J'espère que je ne les reverrai jamais. »

## Reprises
- Emmylou Harris reprend le morceau en 1977 sur son album, Luxury Liner.
- Hoyt Axton l'enregistre, également en 1977, sur son album Snowblind Friend.
- En 1983, Merle Haggard et Willie Nelson Enregistre le morceau sur leur album du même nom Pancho & Lefty. La version atteint la première place des classements country[3].
- Willie Nelson and Bob Dylan la chante en duo lors de l'émission de télévision pour l'anniversaire Willie Nelson The Big Six-O en 1993.
- Dick Gaughan enregistre la chanson sur son album de 1988 Redwood Cathedral.
- The Poozies l'enregistre sur leur album de 2000 Come Raise Your Head (A Retrospective).
- les membres survivants de Old & In the Way enregistre une version bluegrass du morceau sur leur album de 2002 Old & In the Gray.
- Steve Earle, dont Townes Van zandt était l'ami et le mentor, l'enregistre sur son album hommage de 2009 Townes.
- Frank Turner l'enregistre sur son album de 2014 The Third Three Years.

## Récompenses
Le morceau est classé en 41e place du classement 100 Greatest Country Songs of All Time du magazine Rolling Stone
Les membres du Western Writers of America la classe 17e meilleure chanson Western de tous les temps.
La chanson figure parmi les "500 plus grandes chansons de tous les temps" selon le magazine musical américain Rolling Stone, se classant en 498ème position.